# Hovila
Hovila est un quartier de Kotka en Finlande.

## Présentation
Hovila est bordé par la route nationale 7 au sud et la branche Huumanhaara du fleuve Kymijoki à l'ouest.
Hovila est principalement une zone de maisons individuelles, mais il comote aussi des immeubles résidentiels. 
Le quartier d'Hovila comprend aussi la section de Turvala.

## Transports
Hovila est desservi par les lignes de bus :
- 7 Norskankatu-Korkeakoski-Karhula
- 18 Norskankatu-Parikka

- 1 Kotka-Hamina
- 6 PALI Karhula-Suulisniemi-Norskankatu
- 6 Norskankatu-Suulisniemi
- 9 Norskankatu-Ylänummi
- 20 Mussalo-Karhuvuori-Karhula
- 25 Norskankatu-Mussalo-Karhuvuori-Karhula
- 27 Norskankatu-Musslo-Karhuvuori-Norskankatu
- 12PA	 Karhula-Huruksela
- 90 Kotka- Pyhtää
- 93 Pyhtää kk-Siltakylä-Kotka
- 90P	 Kangas-Purola-Kotka
- 89PA	 Kotka-Huutjärvi-Kiviniemi-Siltakylä
- 15PA	 Leikari-Suulisniemi-Karhula-Korkeakoski-Karhuvuori-Kotka
- 32B	 Karhula-Koivula
- 13PA	Karhula-Koivula-Keltakallio-Itäranta-Isännänraitti-Prisma